# Живац луталац
Живац луталац или пнеумогастрични живац (лат. nervus vagus) је кранијални живац који садржи моторна, сензитивна и парасимпатичка нервна влакна. Има углавном вегетативну улогу, а карактерише га веома широко инервационо поље због чега је и добио назив „луталац“.
Моторна влакна живца полазе из једара у продуженој мождини и инервишу попречно-пругасту мускулатуру меког непца, ждрела и гркљана. Сензитивна влакна полазе из псеудоуниполарних ћелија горњег и доњег ганглиона и завршавају се у сензитивним једрима у продуженој мождини. Она инервишу кожу спољашњег ушног канала, део тврде можданице, слузокожу ждрела, епиглотиса, гркљана, душника и органа за варење. Парасимпатичка влакна оживчавају срце, глатке мишиће и жлезде респираторног и дигестивног тракта.

## Пут живца
Живац луталац излази из можданог стабла кроз задњи бочни жлеб (заједно са језично-ждрелним и помоћним живцем), простире се унапред и упоље и напушта лобањску дупљу кроз југуларни отвор. Након тога, он се спушта низ латерофарингеални простор и у нивоу изнад доњег ганглиона прилази му унутрашња грана помоћног живца која доноси моторна влакна. Даље се вагус спушта низ врат у тзв. каротидном омотачу и испред поткључне артерије улази у грудну дупљу. Након што прође кроз дијафрагму, живац улази у трбушну дупљу и расипа се у своје завршне гране.

## Бочне гране
Можданична грана (лат. ramus meningeus) излази из горњег ганглиона, враћа се у лобањску дупљу кроз југуларни отвор и одлази до задње лобањске јаме где инервише један део тврде мождане опне.
Ушна грана (лат. ramus auricularis) такође излази из горњег ганглиона и улази у каналић у пирамиди слепоочне кости. Пошто прође кроз ушну шкољку, живац инервише њену кожу и кожу спољашњег ушног канала.
Ждрелне гране (лат. rami pharyngei) се простиру унапред и наниже ка бочном зиду ждрела. Заједно са истоименим гранама језично-ждрелног живца и гркљанско-ждрелним гранама из вратног симпатикуса, оне учествују у изградњи ждрелног сплета. Из њега се одвајају гранчице за оживчавање мускулатуре меког непца и ждрела, као и ждрелне слузокоже и жлезда.
Горњи гркљански живац (лат. nervus laryngeus superior) је мешовита грана вагуса. Он инервише крикотироидни мишић и слузокожу доњег дела корена језика, гркљана и једног дела ждрела.
Горње срчане гране (лат. rami cardiaci cervicales superiores), којих најчешће има две, се спуштају паралелно са заједничком каротидном артеријом и улазе у грудни кош. Ту се спајају са осталим гранама живца лутаоца и симпатикуса за срце и тако формирају вегетативни срчани сплет.
Повратни гркљански живац (лат. nervus laryngeus recurrens) је карактеристичан по томе што има различит почетак, пут и односе на левој и десној страни. Он инервише глатку мускулатуру и слузокожу горњег дела душника и једњака, као и мишић доњи констриктор ждрела и већи део мишића гркљана.

## Завршне гране
Након уласка у трбух, десни живац луталац доноси парасимпатичка влакна у тзв. целијачни сплет. Из овог сплета полазе постганглијска влакна у свим правцима (због чега се он назива и „сунчани сплет“) и инервишу одговарајуће органе трбушне дупље, њихове жлезде, глатке мишиће и полне жлезде.